# Scream queen

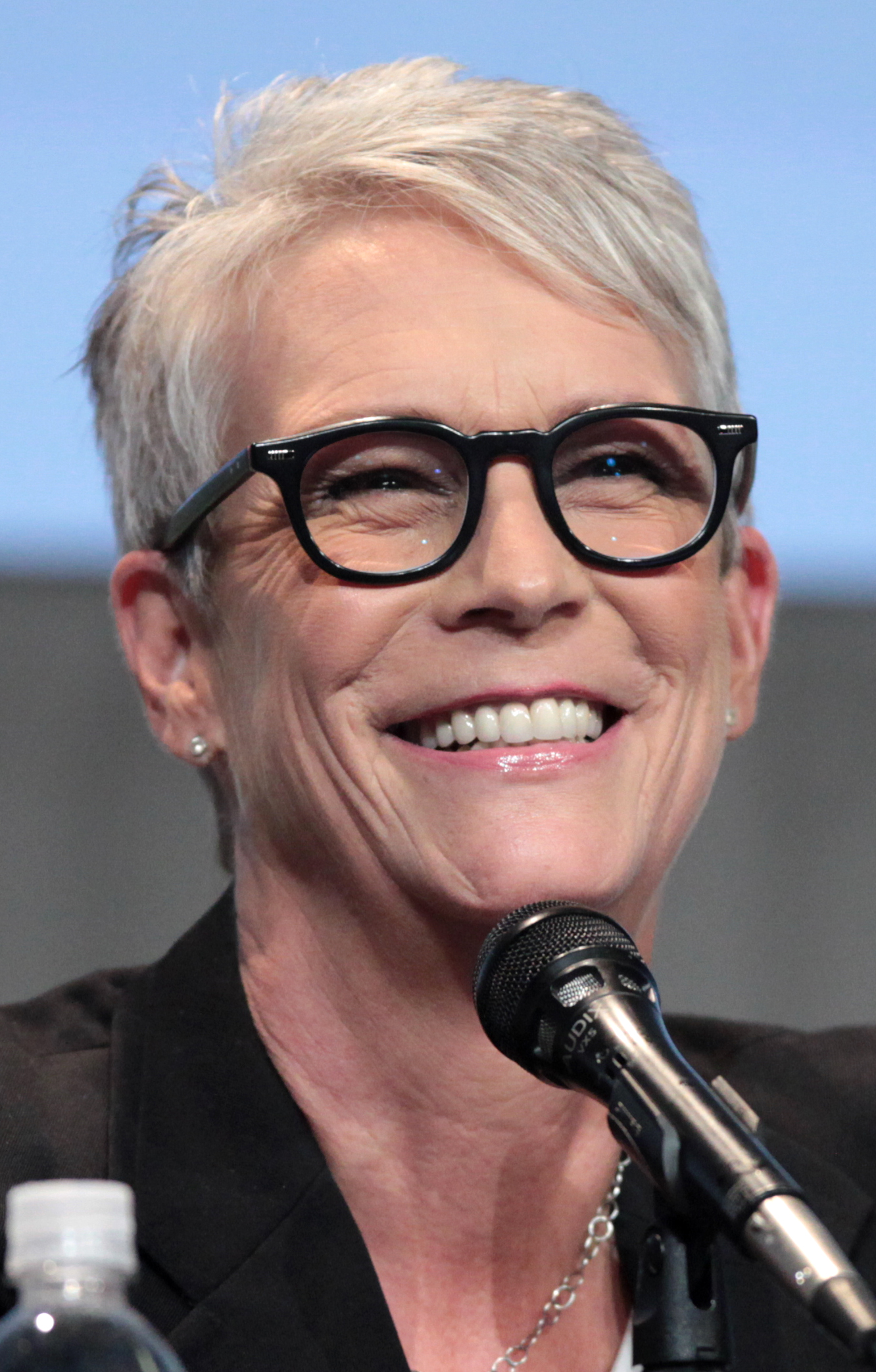
Jamie Lee Curtis, często nazywana „ostateczną scream queen”

Scream queen (pol. „królowa krzyku”) – aktorka kojarzona z występami w horrorach, albo poprzez występy w ważnych filmach należących do tego gatunku jako ofiara, albo jako protagonistka licznych filmów grozy. Jako przykład scream queen wymienia się m.in. Jamie Lee Curtis, dla której przełomowa okazała się rola Laurie Strode w serii Halloween, jednak poza nią wystąpiła także w wielu innych horrorach, takich jak chociażby Mgła czy Bal maturalny.
Termin scream queen używany jest konkretniej w celu określenia aktorki, która w licznych horrorach wciela się w rolę „atrakcyjnej damy w opałach”. Lloyd Kaufman, współzałożyciel wytwórni filmowej Troma Entertainment, twierdził, że bycie scream queen nie polega wyłącznie na płakaniu i byciem „ubrudzoną keczupem” – aktorka taka musi być nie tylko atrakcyjna, ale i inteligentna, ma być przerażona, ale też smutna i romantyczna.
Aktorka Debbie Rochon, często przedstawiająca samą siebie jako scream queen, w opublikowanym w „GC Magazine” artykule stwierdza, że „scream queen nie jest idealną kobietą”, a chociaż jest seksowna, ważniejsze jest to, żeby była „przystępna” dla przeciętnego mężczyzny lub sprawiała wrażenie takowej. Chociaż wczesne scream queen często były kobietami, „które ładnie wyglądały i dużo krzyczały dopóki nie zostały uratowane przez bohatera”, późniejsze już „przedstawiano jako kobiety martwiące się o coś innego niż facet, chyba że to on próbował je zabić”, a niektóre z nich dokonywały zemsty pokonując złoczyńcę.
Kobiety w horrorach pojawiają się od czasów kina niemego, chociażby w takich filmach jak Gabinet doktora Caligari z 1920 roku czy Nosferatu z 1922, wobec czego – jak twierdzi historyk filmu George Feltenstein – „kobiety krzyczące z grozy były ostoją Hollywoodu nawet w czasach filmu niemego”. Termin popularność zdobył w latach 70., po sukcesie Halloween Johna Carpentera i roli Jamie Lee Curtis, które przyczyniły się do tego, że następna dekada nastawiona była na horrory z podgatunku slasher. Wśród innych ważnych scream queen wymienia się m.in. Fay Wray (King Kong; 1933), Heather Langenkamp (Koszmar z ulicy Wiązów; 1984) czy Adrienne King (Piątek, trzynastego; 1980). Chociaż termin scream queen odnosi się do kobiet, Mark Patton, główny protagonista filmu Koszmar z ulicy Wiązów II: Zemsta Freddy’ego, nazywany jest „męską scream queen”.
Począwszy od 2015 roku Fox Broadcasting Company realizowała serial telewizyjny Królowe krzyku (ang. Scream Queens), stworzony przez Ryana Murphy'ego, Brada Falchuka oraz Iana Brennana, którego tytuł nawiązuje do aktorek wcielających się w tego typu postaci, a jedną z jego głównych bohaterek jest Jamie Lee Curtis.